# Campeonato Brasiliense 1974
In 1974 werd het zestiende Campeonato Brasiliense gespeeld voor clubs uit het Federaal District, waartoe de hoofdstad Brasilia behoort. De competitie, ook wel Candangão genaamd, werd georganiseerd door de FBF en werd gespeeld van 20 juli tot 8 december. Pioneira werd  kampioen.

## Eerste toernooi
| Plaats | Club                     | Wed. | W | G | V | Saldo | Ptn. |
| ------ | ------------------------ | ---- | - | - | - | ----- | ---- |
| 1.     | Jaguar                   | 6    | 4 | 0 | 2 | 11:6  | 10   |
| 2.     | Humaitá                  | 5    | 2 | 2 | 1 | 8:6   | 10   |
| 3.     | Pioneira                 | 6    | 1 | 3 | 2 | 3:3   | 8    |
| 4.     | CEUB                     | 5    | 3 | 1 | 1 | 7:4   | 7    |
| 5.     | Relações Exteriores (1)  | 6    | 0 | 2 | 4 | 4:19  | 5    |
| 6.     | Unidos do Sobradinho (2) | 6    | 4 | 0 | 2 | 13:3  | 0    |
| 7.     | Luziânia (3)             | 4    | 0 | 2 | 2 | 2:7   | 0    |

 (1): Relações Exteriores begon aan de wedstrijd tegen Unidos do Sobradinho met slechts zeven spelers, na 38 minuten, toen het al 8-0 stond viel een speler geblesseerd waardoor de wedstrijd gestaakt moest worden, na de terugtrekking van Unidos uit de competitie kreeg de club wel de punten voor deze wedstrijd.  

 (2): Unidos do Sobradinho trok zich terug uit de competitie, alle behaalde punten werden afgenomen.  

 (3): Luziânia trok zich terug uit de competitie, alle behaalde punten werden afgenomen. 
|  | Finale |

## Tweede toernooi
Door het forfait van Unidos de Sobradinho voor de start van het tweede toernooi kreeg elke club alvast twee punten toebedeeld. 
| Plaats | Club                    | Wed. | W | G | V | Saldo | Ptn. |
| ------ | ----------------------- | ---- | - | - | - | ----- | ---- |
| 1.     | Pioneira                | 4    | 3 | 0 | 1 | 10:4  | 10   |
| 2.     | Jaguar                  | 4    | 3 | 0 | 1 | 8:2   | 8    |
| 3.     | CEUB (1)                | 4    | 3 | 0 | 1 | 10:1  | 6    |
| 4.     | Relações Exteriores (2) | 4    | 0 | 0 | 4 | 3:17  | 4    |
| 5.     | Humaitá (3)             | 4    | 1 | 0 | 3 | 4:11  | 2    |

 (1): Pioneira kreeg twee punten ondanks een nederlaag tegen CEUB omdat deze club schulden had bij de voetbalbond.  

 (2): Relações Exteriores speelde de wedstrijd tegen CEUB niet uit omdat er te weinig spelers op het veld stonden, in de 40ste minuut stond het 4-0 voor CEUB.  

 (3): Relações Exteriores kreeg twee punten ondanks een nederlaag tegen Humaita omdat deze club schulden had bij de voetbalbond.
|  | Finale |

## Finale
|                             |          |       |        |  |
| 1 december Eerste wedstrijd | Pioneira | 3 – 0 | Jaguar |  |
| 1 december Eerste wedstrijd |          |       |        |  |

|                             |          |       |        |  |
| 8 december Tweede wedstrijd | Pioneira | 2 – 0 | Jaguar |  |
| 8 december Tweede wedstrijd |          |       |        |  |

### Kampioen
| Campeonato Brasiliense de 1974 |
| Federaal District              |
| ------------------------------ |
| PIONEIRA Kampioen (1° titel)   |